# Sperlonga
Sperlonga település Olaszországban, Lazio régióban, Latina megyében. Lakosainak száma 3050 fő (2023. január 1.). Sperlonga Fondi és Itri községekkel határos.

## Népesség
A település lakossága az elmúlt években az alábbi módon változott:
| Lakosok száma | 3350 | 3318 | 3050 |
|               | 2017 | 2018 | 2023 |